# Ptilogyna lineata
Ptilogyna lineata är en tvåvingeart som först beskrevs av Frederick Askew Skuse 1890.  Ptilogyna lineata ingår i släktet Ptilogyna och familjen storharkrankar. Inga underarter finns listade i Catalogue of Life.